# Municipio de Monroe (condado de Monroe, Misuri)
El municipio de Monroe (en inglés: Monroe Township) es un municipio ubicado en el condado de Monroe en el estado estadounidense de Misuri. En el año 2010 tenía una población de 2355 habitantes y una densidad poblacional de 23,02 personas por km².

## Geografía
El municipio de Monroe se encuentra ubicado en las coordenadas 39°36′23″N 91°45′46″O / 39.60639, -91.76278. Según la Oficina del Censo de los Estados Unidos, el municipio tiene una superficie total de 102.31 km², de la cual 99.67 km² corresponden a tierra firme y (2.58%) 2.64 km² es agua.

## Demografía
Según el censo de 2010, había 2355 personas residiendo en el municipio de Monroe. La densidad de población era de 23,02 hab./km². De los 2355 habitantes, el municipio de Monroe estaba compuesto por el 89.21% blancos, el 7.64% eran afroamericanos, el 0.42% eran amerindios, el 0.34% eran asiáticos, el 0.04% eran isleños del Pacífico, el 0.25% eran de otras razas y el 2.08% pertenecían a dos o más razas. Del total de la población el 1.53% eran hispanos o latinos de cualquier raza.